# Antoine Hyacinthe Perrin
Pour les articles homonymes, voir Perrin.
Antoine Hyacinthe Perrin est un homme politique français né le 27 mars 1748 à Lons-le-Saunier (Jura) et décédé à une date inconnue.

## Biographie
Antoine Hyacinthe Perrin naît le 27 mars 1748 à Lons-le-Saunier. Il est le fils d'Anatole Perrin, procureur, et de son épouse, Jeanne Pierrette Richard. 
Avocat à Lons-le-Saunier, Antoine Hyacinthe Perrin est procureur syndic du district en 1790, puis président du tribunal criminel du Jura. Il est député du Jura de 1791 à 1792.

## Sources
- « Antoine Hyacinthe Perrin », dans Adolphe Robert et Gaston Cougny, Dictionnaire des parlementaires français, Edgar Bourloton, 1889-1891 [détail de l’édition]